# Гаплогруппа HV20 (мтДНК)
Гаплогруппа HV20 — гаплогруппа митохондриальной ДНК человека.

## Описание
Митогаплогруппа HV20 появилась в Западной Азии в период позднего палеолита, её носители отделились от гаплогруппы HV-a около 17 тысяч лет назад. В настоящее время эта гаплогруппа является очень редкой, она встречается на Ближнем Востоке и Южной Азии.

## Палеогенетика

### Бронзовый век
БМАК
- I7494 | UZ-ST-006 __ Sappali Tepe (ST), 71, 8, zn2, Grave 00-149 __ Саппалитепа, Узбекистан __ 2010–1883 calBCE (3575±20 BP, PSUAMS-3230) __ М __ J2a1 > J2a1a1b2a1a2a1~ (J-L192) # HV20.[1]

### Железный век
Западный край (Китай)
- C3354 | L6264 __ Tielieketesai (M3) __ Кюнес, Или-Казахский АО, СУАР, Китай __ 2341-2158 cal BP __ М __ J2a1a1b3 > J-BY70400 # HV20 > HV20b1.[2][3]

## Публикации
2019
- Narasimhan V., Patterson N., Moorjani P. et al. The formation of human populations in South and Central Asia. Science (6 сентября 2019). Архивировано 31 марта 2018 года.

2021
- Wang W; Ding M; Gardner JD; et al. (March 2021). Ancient Xinjiang mitogenomes reveal intense admixture with high genetic diversity. Science Advances. 7 (14). doi:10.1126/sciadv.abd6690. PMC 8011967. PMID 33789892.

2022
- Kumar V; Wang W; Zhang J; et al. (April 2022). Bronze and Iron Age population movements underlie Xinjiang population history. Science. 376 (6588): 62–69. doi:10.1126/science.abk1534. PMID 35357918.